# Hôpital de Carhaix
L'hôpital de Carhaix est situé à Carhaix-Plouguer dans le Finistère ; il fait partie du centre hospitalier universitaire de Brest.

## Historique
«Un premier hôpital, en fait un hospice, a été fondé en 1478, rue du Pavé, autour de la chapelle Sainte-Anne», rue du pavé (actuellement rue Brizeux). On doit cette installation à Maurice Du Perrier Du Méné, sieur de Toulgoët (en Treffrin), capitaine de la Duchesse Anne.
En 1657, l'hospice apparaît comme «ruiné et hors d'état». Les Carhaisiens se tournent vers un ordre religieux hospitalier récemment créé, les chanoines de la Miséricorde de Jésus. La construction du nouvel hospice démarrera en 1663, place du Martray, mais ce n'est qu'en 1675 qu'une petite communauté prend possession des premiers locaux. La grande maison conventuelle n'est achevée qu'en 1698: elle comprend notamment la chapelle Notre-Dame-de-Grâce, encore visible à côté de la poste actuelle. L'hôpital est alors civil et militaire (annexe de celui de Brest), et fait office de pensionnat de jeunes filles, après 1745. Ce n'est que le 4 juin 1914, qu'un nouvel hôpital est inauguré, à 400 mètres du centre-ville. « Ces bâtiments sont très sains et situés loin de toute mare, fumier ou autres causes de contamination », précise le rapport des architectes. La création de l'établissement est en grande partie due à la vaillance militante du Docteur Menguy (1892-1961), qui a donné son nom à la rue bordant l'hôpital.
Dans les années 1990, l'hôpital se restructure, sous l'impulsion de son directeur, André Labbat, d'Alexis Troadec et Jean-Pierre Jeudy, présidents de la commission médicale consultative et du conseil d'administration. Apparaissent tour à tout, la maison de retraite de Keravel (1991), le bâtiment de médecine, cardiologie et chirurgie viscérale (1996), le plateau technique et la chirurgie orthopédique (1997), la maternité et des urgences (98), et encore la maison de retraite de Persivien (1999). Dans les années1990 et2000, la population se mobilise pour l'installation d'un scanner, obtenu en 2004. 
(source, Christian Troadec, Maire de Carhaix, dans le Télégramme du 1er juillet 2009)
En 2016, le service des urgences et la maternité en 2017,,, sont menacés de fermeture.